# Лисково
Лисково (рос. Лысково) — місто в Лисковському районі Нижньогородської області Російської Федерації.
Населення становить 21 063 особу. Входить до складу муніципального утворення місто Лисково.

## Історія
Від 2009 року входить до складу муніципального утворення місто Лисково.

## Населення
| 1897    | 1931    | 1939    | 1959    | 1967    | 1970    | 1979    |
| ------- | ------- | ------- | ------- | ------- | ------- | ------- |
| 8500    | ↘6900   | ↗11 200 | ↗16 167 | ↗18 000 | ↗21 429 | ↗24 335 |
| 1989    | 1992    | 1996    | 1998    | 2001    | 2002    | 2003    |
| ↗25 029 | ↗25 200 | ↗25 400 | ↗25 500 | ↘25 300 | ↘23 901 | ↘23 900 |
| 2005    | 2006    | 2007    | 2008    | 2009    | 2010    | 2011    |
| ↘23 400 | ↘23 200 | ↘22 900 | ↘22 759 | ↘22 570 | ↘21 880 | ↘21 836 |
| 2012    | 2013    | 2014    | 2015    | 2016    | 2017    |         |
| ↘21 676 | ↘21 539 | ↘21 414 | ↘21 408 | ↘21 308 | ↘21 293 |         |